# 莫尔塔扎·普拉利甘吉
莫尔塔扎·普拉利甘吉（波斯語：مرتضی پورعلی‌گنجی，1992年4月19日—），是一名伊朗职业足球运动员，司职中后卫。现在效力于伊朗职业足球联赛俱樂部柏斯波利斯。

## 俱乐部生涯
2010年，普拉利甘吉进入德黑兰石油一线队，开始职业足球生涯。 2011年，他在德黑兰石油4比1击败加兹温箭头的比赛中射进职业生涯首球。
2015年2月25日，普拉利甘吉加盟中国足球超级联赛球队天津泰达。
2022年6月25日，普拉利甘吉加入伊朗职业足球联赛俱樂部柏斯波利斯。

## 国家队生涯
2014年10月，普拉利甘吉首次入选伊朗国家足球队集训名单，并在和葡萄牙俱乐部埃斯托里爾和本菲卡的训练赛中出场。2014年12月30日，他入选伊朗参加2015年亞洲盃足球賽的最终23人名单， 并在2015年1月4日1比0击败伊拉克的友谊赛首次代表国家队在正式比赛出场。普拉利甘吉在2015年亚洲杯第一场比赛首发出场，帮助球队2比0击败巴林。他在第二场小组赛对阵卡塔尔的比赛表现出色，入选当轮最佳阵容。2015年1月23日，他在亚洲杯八强战对阵伊拉克的比赛加时赛射进国家队首球，并在点球决胜中射进点球，但最终伊朗不敌伊拉克被淘汰。